# Philosophie (revue)
 (mai 2022).
Si vous disposez d'ouvrages ou d'articles de référence ou si vous connaissez des sites web de qualité traitant du thème abordé ici, merci de compléter l'article en donnant les références utiles à sa vérifiabilité et en les liant à la section « Notes et références ».
Pour les articles homonymes, voir Philosophie (homonymie).
Philosophie est une revue de philosophie fondée en 1984 par Didier Franck et Pierre Guénancia et disparue en 2025.

## Histoire
Dès sa création, Philosophie s'est proposé à la fois de traduire, ou parfois de retraduire, des textes classiques, et de publier les recherches les plus récentes de philosophes français, dans toute leur diversité de courants.
Pendant quelques années, la revue a coexisté avec une collection du même nom, aux Éditions de Minuit qui a publié des textes de Husserl, et les recherches de jeunes chercheurs tels que Pierre Alféri, Jean-Louis Chrétien et Catherine Colliot-Thélène.
De 1984 à 1993, la revue a été co-dirigée par Didier Franck et Pierre Guenancia ; puis, de 1994 à 2003, par Claude Romano ; de 2004 à 2011, par François Calori et Dominique Pradelle et depuis, par Dominique Pradelle seulement. En 2025, après vingt ans à la direction de la revue, Dominique Pradelle décide de la quitter, entraînant l'interruption définitive de la publication de la revue.

## Publications
Chaque numéro, trimestriel, comporte généralement un ou deux textes classiques (le plus souvent non-encore traduits en français), suivis de plusieurs études de chercheurs français ou étrangers.
Certains numéros sont thématiques, d'autres sont sobrement intitulés Varia.

## Auteurs
Parmi les auteurs classiques publiés par la revue, on peut citer Heidegger, Husserl, Quine, Leibniz, Blanchot, Scheler, Lask, Ruyer, Kraus, Schürmann, etc.
La revue a également publié les articles de recherches en cours, d'auteurs tels que Jean-Luc Marion, Jean-François Courtine, Michel Fichant, Jocelyn Benoist, Jean-Fabien Spitz, Bruce Bégout.